# Alfred Kantorowicz
Alfred Kantorowicz (Berlim, 12 de agosto de 1899 – Hamburgo, 27 de março de 1979) foi um dentista, escritor e ex-comunista alemão, opositor do Nazismo, pioneiro na saúde pública dental.

## Biografia

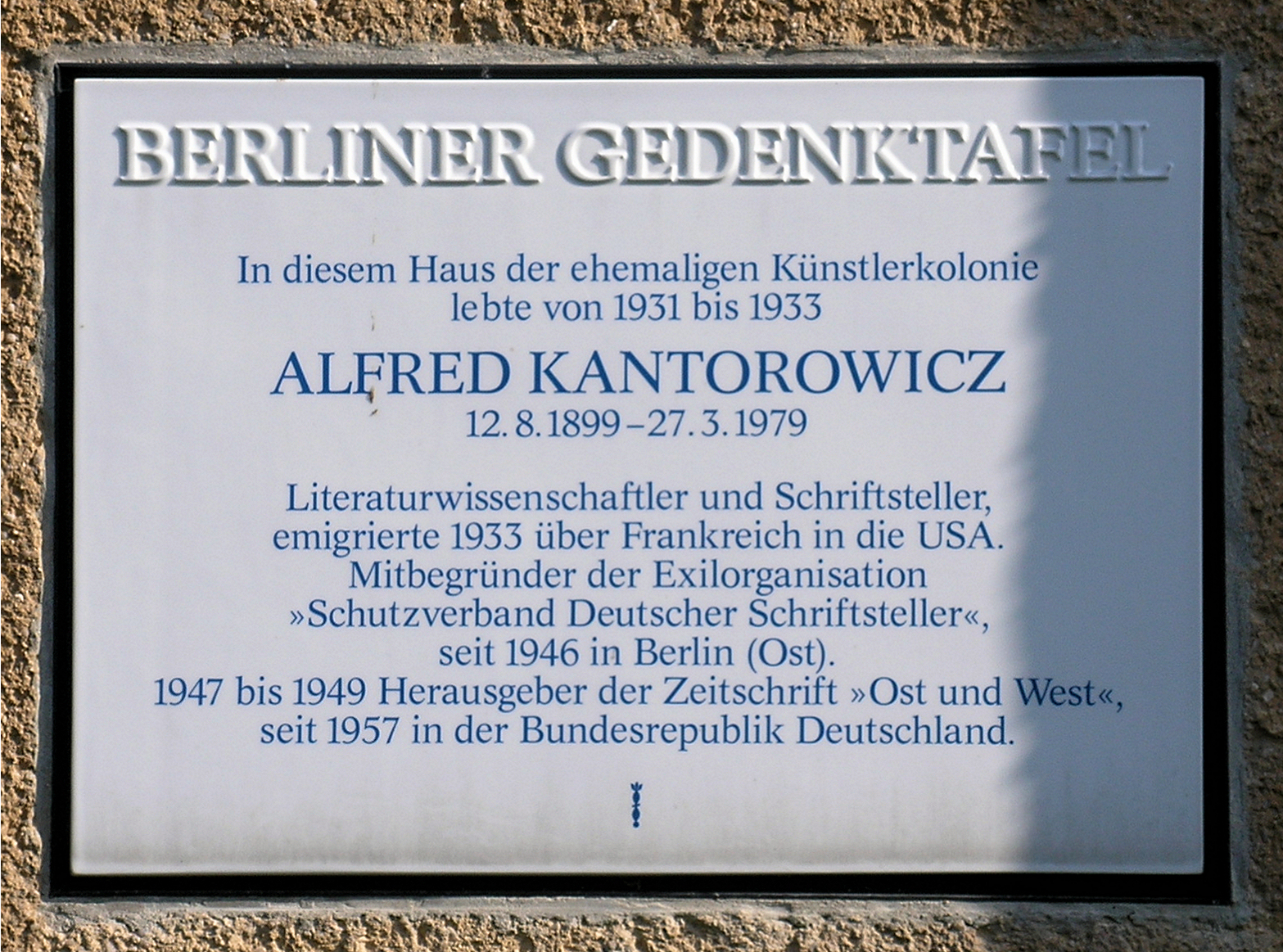
Placa memorial em Berlim, lembrando Kantorovicz na casa onde morou.

Aderiu ao comunismo ainda jovem, figurando dentre seus "funcionários" e fazendo carreira, por 25 anos, no Partido alemão. Integrou, durante a Guerra Civil Espanhola, as forças legalistas nas Brigadas Internacionais. De fato, Kantorowicz seguia a linha stalinista, tendo evitado qualquer contato com o dissidente Arthur Koestler, quando no exílio em França.
Kantorovicz sobreviveu às perseguições nazistas graças ao convite do governo turco que, a partir de 1933, aceitou refugiados para a implantação da reforma do ensino superior. O dentista não conseguiu visto nos EUA por conta da política restritiva de imigração e da política anti-semita das universidades. Na Turquia introduziu a odontologia na política de saúde pública, em atividade pioneira.
Em 1957 rompeu com o comunismo, relatando em seus escritos memoriais haver sido vítima do autoritarismo stalinista. Seus antigos aliados o acusaram de ser um traidor, ao passo em que foi tratado como humanista e antifascista por seus apoiadores.
Kantorowicz participou de dois documentários, falando de si mesmo: Fluchtweg nach Marseille e Locarno Sessions - Autorretrato 2.